# Worrell Williams
Worrell Williams (6 de marzo de 1986 en Sacramento, California) es un jugador profesional de fútbol americano juega la posición de linebacker para Sacramento Mountain Lions en la United Football League. Firmó para California Redwoods como agente libre en 2009. Jugó como colegial en California.
También participó con San Francisco 49ers y Denver Broncos en la National Football League.

## Estadísticas UFL
| Temporada | Año | Tkl | Ast | Tot | Sck | Yds | FF |
| --------- | --- | --- | --- | --- | --- | --- | -- |
| 2009      | CAR | 1   | 1   | 1.5 | 0.0 | 0   | 0  |